# Boer'n Trots
Boer'n Trots is een Nederlands kaasmerk. De kaas wordt gemaakt op het Landgoed Kaamps in het Twentse Deurningen.

## Achtergrond
De kaas wordt gemaakt sinds 1985 met melk van de eigen koeien. De kazen worden gewassen met karamel of honing, wat ze een vrij zoete smaak geeft. De kazen worden verdeeld door de Vandersterre Groep. Ze zijn verkrijgbaar doorheen Nederland en ook op sommige plaatsen in België.

## Soorten
Er worden meerdere soorten kaas gemaakt. Met honing gewassen:
- Boer'n Trots Honing
- Boer'n Trots Honing Geitenkaas
- Boer'n Trots Honing Geitenkaas Komijn

Met karamel gewassen:
- Boer'n Trots Bospaddenstoel
- Boer'n Trots Klaver Pikant
- Boer'n Trots Pompoenpit
- Boer'n Trots Sambal
- Boer'n Trots Geitenkaas Fenegriek
- Boer'n Trots Geitenkaas Honing Tijm
- Boer'n Trots Pikant
- Boer'n Trots Peper Trio
- Boer'n Trots Groene Pesto

## Prijzen
In 2015 kreeg Boer'n Trots Honing Geitenkaas een gouden en Boer'n Trots Honing een bronzen medaille op de World Cheese Awards. In 2016 won Boer'n Trots Honing Geitenkaas goud op de International Cheese Awards.